# Racetam

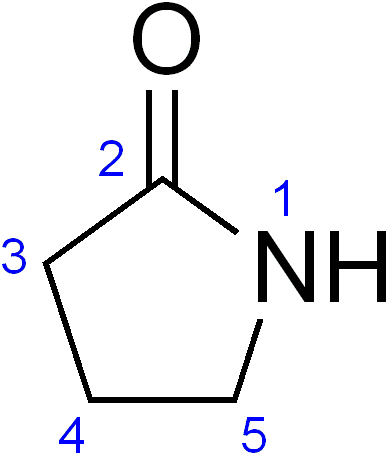
2-Pyrrolidone

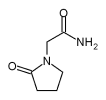
Piracetam

Racetam o racetamo es una clase de fármacos psicoactivos que comparten el núcleo de la pirrolidona. Algunos, como el piracetam, se consideran nootrópicos. Algunos otros, como el aniracetam, el oxiracetam y el fenilpiracetam también son nootrópicos. En cambio otros, como el levetiracetam y el seletracetam, son anticonvulsivos.

## Mecanismo
No existe un mecanismo de acción universalmente aceptado de los racetamos. Generalmente muestran una afinidad insignificante para receptores comunes del sistema nervioso central, pero sí se han detectado modulaciones en neurotransmisores centrales incluyendo acetilcolina y glutamato. A pesar de que el aniracetam y nebracetam muestran afinidad con los receptores muscarinicos, sólo nefiracetam muestra interacciones nanomolares. Otra hipótesis es la modificación de los mecanismos de membrana de la transducción central de señales.
Al igual que algunas ampakinas, racetamos como el piracetam y el aniracetam son moduladores alostéricos positivos del receptor AMPA.
Se cree que los racetamos actúan activando los receptores de glutamato que es localizado con receptores de aceticolina, por lo que aumentan la frecuencia de estos últimos. Se postula que los racetamos incrementan la mejora debido a la interacción de los receptores de aceticolina y de glutamato en el sistema nervioso central.
Methylphenylpiracetam es un modulador positivo alostérico del receptor sigma-1.

### Cofactores
En estudios con ratas de edad avanzada se han observado mejoras significativas en las tareas cognitivas dentro de los grupos experimentales a los que se les suministró piracetam. El rendimiento era todavía más alto combinando piracetam con colinas.